# آسانسور (فیلم ۱۹۹۶)
آسانسور (انگلیسی: The Elevator) فیلمی آمریکایی در ژانر کمدی-درام است که در سال ۱۹۹۶ منتشر شد.

## گزیدهٔ بازیگران
- مارتین لاندو
- ریچارد لویس
- ریچارد مول
- مارتین شین
- آری گروس
- پال بارتل